# Rezervația Naturală Națională Wolong
Rezervația Naturală Națională Wolong (din chineză: 卧龙; wòlóng; „dragon ghemuit”), cunoscută oficial ca Regiunea Specială Administrativă Wolong, este o arie protejată națională aflată în districtul Wenchuan din China. 
Înființată în 1963 cu o suprafață inițială de aproximativ 20.000 ha, rezervația a fost apoi extinsă în 1975, acoperind o suprafață de în jur de 200.000 ha în regiunea Munților Qionglai. Găzduiește peste 4.000 de specii. Potrivit celui de-al treilea recensământ național chinezesc al urșilor panda mari, în jur de 150 de panda mari trăiesc în Rezervația Naturală Națională Wolong. De asemenea, aici se găsesc multe alte specii pe cale de dispariție, printre care se numără leopardul zăpezilor, pandaul roșu, maimuța aurie cu nasul cârn, și cerbul cu buzele albe. Înainte de devastatorul cutremur din Sichuan din 2008, rezervația Wolong era vizitată de până la 200.000 de vizitatori în fiecare an.
Fiind un sanctuar din Sichuan al urșilor panda mari⁠(en)[traduceți], Rezervația Naturală Națională Wolong este începând din 2006 un loc din patrimoniul mondial UNESCO.

## Istoric
În iunie 1980, guvernul chinez a stabilit un parteneriat cu Fondul Mondial pentru Natură (WWF), iar „Centrul Chinezesc de Conservare și Cercetare a Ursului Panda Mare” (CCRCGP) a fost înființat pentru a le asigura urșilor panda un viitor. Scopul era creșterea numărului de urși panda din cadrul programelor de înmulțire în captivitate, însă cu obiectivul final de a întoarce în natură un număr mai mare de urși panda în habitatele lor originale, naturale. Atunci când începuse parteneriatul, urșii panda încă erau clasificați de către IUCN drept pe cale de dispariție.
În 2016, IUCN a reclasificat ursul panda, de la „pe cale de dispariție” la noua clasificare drept „vulnerabil”, în urma eforturilor de zeci de ani de a salva ursul panda.

## Amplasare

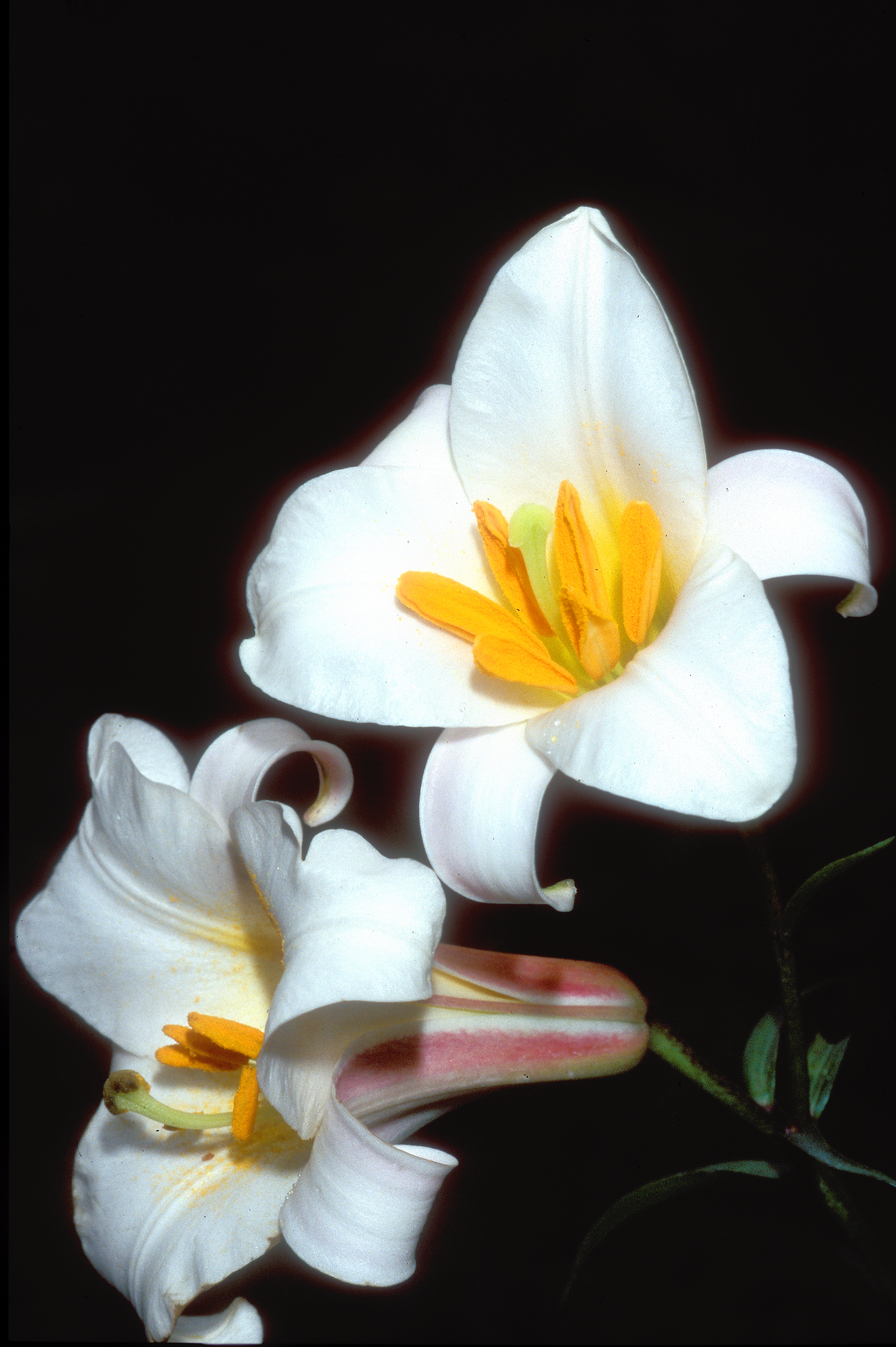
Lilium regale, o floare nativă la nivel local

Prin Valea Wolong, unde se află rezervația, curge un pârâu de munte; pârâul este împrejmuit din abundență de bolovani și pietre rotunjite. Apele curgătoare sunt destul de alcaline cu un nivel de pH de în jur de 8,91. Turbiditatea calității apei este destul de mare din cauza întinderilor mari de nisip și mineritului pietrișului din pârâu.
Potrivit cercetărilor din anul 2001 ale lui Jianguo Liu, rata de distrugere de după înființarea rezervației este mai ridicată decât în perioada în care aceasta nu exista. Folosind imagini realizate de sateliții NASA și mărturii ale băștinașilor, echipa de cercetare a lui Liu a concluzionat că din cauza turismului și creșterii populației locale, rezervația întâmpină o amenințare fără precedent. „Turiștii nu se gândesc că au un impact asupra habitatului urșilor panda, dar indirect fiecare vizitator are un oarecare impact,” a spus Liu. „Nu ne vedem pe noi înșine ca o forță distructivă, dar suntem.”

## Program de înmulțire
Urși panda din Wolong au fost împrumutați grădinilor zoologice din toată lumea pentru asigurarea succesului înmulțirii. Bai Yun, care a fost primul urs panda femelă născut în rezervația naturală în 1991, a fost primul panda împrumutat unei grădini zoologice din afara Chinei. Din 1996 până în 2019, a trăit la Grădina Zoologică din San Diego din California, unde a născut șase pui. Atunci când s-a terminat termenul împrumutului în vederea conservării, Bai Yun, de 27 de ani, a fost readusă în China împreună cu ultimul ei născut, Xiao Liwu. Centrul Chinezesc de Conservare și Cercetare a Ursului Panda Mare se implică în parteneriate globale cu 16 grădinii zoologice din 14 țări, asigurând cel mai mare suport la nivel mondial pentru cercetarea științifică a urșilor panda. Până în 2019, un total de 19 alți urși panda fusese readus în China.

## Faună
Ursul panda mare este cea mai cunoscută specie a rezervației. Alte carnivore din rezervație sunt câinele sălbatic indian (subspecia Cuon alpinus alpinus), ursul negru asiatic, pisica lui Temminck, leopardul de copac, pandaul roșu, Arctonyx collaris și jderul cu gâtul galben. Exemple de mamifere copitate din Wolong sunt antilopa takin (subspecia Budorcas taxicolor tibetana), mistrețul, antilopa de Sumatera, Naemorhedus griseus, cerbul moțat și zambarul. Alte animale notabile de aici sunt maimuța maimuța aurie cu nasul cârn, macacul tibetan, veverița zburătoare cu cercei, șobolanul de bambus și porcul spinos din Lumea Veche. Deoarece rezervația cuprinde altitudini diferite, ea include zone temperate și zone tropicale, așa că adăpostește specii tipice regiunilor tropicale, precum Rusa unicolor, dar și specii tipice regiunilor temperate, precum cerbul cu buzele albe, leopardul zăpezilor și râsul Asiei Centrale. Din 2005 până în 2009, în rezervație au fost efectuate inspecții cu ajutorul unor aparate fotografice capcană, care nu au înregistrat niciun leopard. În 2018 a fost fotografiat un leopard de un aparat fotografic capcană la o altitudine de 4.080 m. Același aparat, instalat în 2017, a realizat de asemenea de șapte ori fotografii cu leoparzi ai zăpezilor.

## Cutremurul din 2008

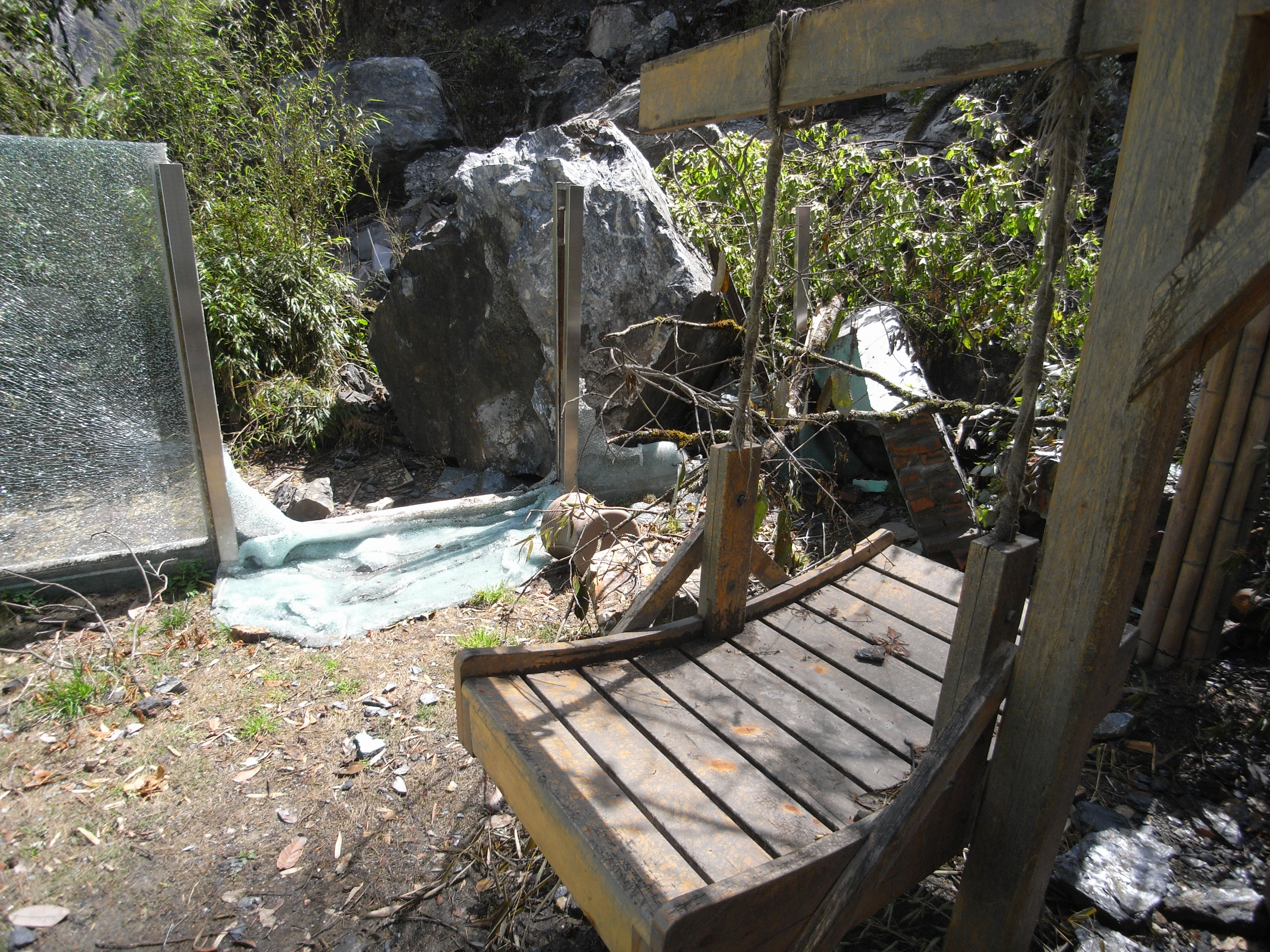
Multe țarcuri de urși panda s-au spart în cutremurul din Sichuan din 2008.

Regiunea, inclusiv Centrul de Cercetare a Ursului Panda, a fost devastată în 12 mai 2008 de un cutremur, chiar dacă inițial s-a raportat că urșii panda captivi sunt în siguranță. Imediat după cutremur, oficialitățile au fost incapabile să contacteze rezervația. Cinci paznici ai rezervației au fost omorâți de cutremur. Șase urși panda au evadat după ce țarcurile lor s-au stricat. Până în ziua de 20 mai, doi urși panda de la rezervație fuseseră găsiți vătămați, în timp ce căutările după alți doi urși panda adulți care au dispărut după cutremur continuau. În 28 mai 2008, ursul panda de nouă ani pe nume Mao Mao (mamă a cinci urși) lipsea în continuare. A fost descoperit în ziua de luni, 9 iunie, mort din cauza faptului că fusese zdrobit de un perete din țarcul său.
Urșii panda au fost mutați la Baza Bifengxia pentru Urși Panda, care este administrată tot de Centrul de Cercetare și Protejare a Ursului Panda. Începând din 2012, aceștia locuiesc la noul Centrul Shenshuping al Urșilor Panda.